# Стара Рача
45°49′ пн. ш. 16°57′ сх. д. / 45.81° пн. ш. 16.95° сх. д.
Стара Рача (хорв. Stara Rača) — населений пункт у Хорватії, в Б'єловарсько-Білогорській жупанії у складі громади Нова Рача.

## Населення
Населення за даними перепису 2011 року становило 308 осіб.
Динаміка чисельності населення поселення: